# Papa Anter
Anter (Grècia,? - Roma, 3 de gener de 236) va ser bisbe de Roma entre el 21 de novembre de 235 i el 3 de gener de 236. Va succeir a Poncià després de llur dimissió. Va tenir un pontificat molt breu, de només 43 dies. És venerat com a sant a les Esglésies Catòlica, Ortodoxa, Anglicana i les Esglésies ortodoxes orientals.

## Biografia

### Orígens
No es disposa de gaires dades sobre la vida d'Anter abans de ser bisbe de Roma. Segons el Liber Pontificalis, va néixer a Grècia i el nom del seu pare era Ròmul. En relació amb la seva procedència geogràfica, el seu nom és d'origen mitològic grec, de fet una derivació d'Anti-Eros, amb el següent significat: «que reflecteix l'amor, que supera l'amor, que comparteix l'amor», i també, segons Albaigés, potser està relacionat amb la versió del nom Antheros, que significa «florit». Per a Federico Fatti sembla indicar una extracció servil.

### Pontificat
El Liber Pontificalis diu que va fer recollir les Actes dels màrtirs cristians pels notaris perquè fossin depositats en els arxius de l'Església romana. Va ser martiritzat per aquest fet. Sembla que aquesta tradició és antiga, tanmateix, alguns estudiosos van posar en dubte la veracitat d'aquest episodi per la tardana compilació d'aquest llibre.
A aquest papa Pseudo-Isidor li va atribuir les Epistola Anteri.

### Mort
Va ser enterrat en la cripta papal del cementiri romà de Sant Calixt, sent el primer papa enterrat allí. La seva tomba va ser descoberta per Giovanni Battista de Rossi el 1854, amb restes trencades de l'epitafi d'Anter gravades en grec, remarcant l'origen d'aquest i la prevalència que encara tenia el grec en l'Església roamana en aquella època.

## Galeria

Epitafi en grec de la tomba d'Anter
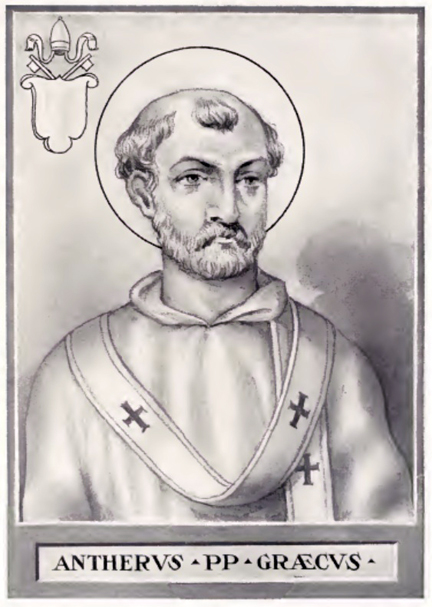
Retrat imaginari a The Lives and Times of the Popes (1842) d'Artaud de Montor